# Fróði Benjaminsen
Fróði Benjaminsen (født 14. december 1977) er en færøsk forhenværende international fodboldspiller som spillede som forsvarsspiller og midtbanespiller for Færøernes fodboldlandshold. Benjaminsen spillede for B68 Toftir, HB Tórshavn, B36 Tórshavn, Fram Reykjavík, Víkingur Gøta, NSÍ Runavík og Skála. Han er rekordspiller for Færøernes fodboldlandshold med 94 landskampe. Han var landsholdets kaptajn fra 2008 til 2015.

## Hæder

### Klub
B36 Tórshavn
- Færøske liga: 2005[3]
- Færøernes pokalturnering: 2006[4]
- Færøernes Super Cup: 2007[5]
- Atlantic Cup: 2006

Havnar Bóltfelag
- Færøske liga: 2009, 2010, 2013.[6]
- Færøernes Super Cup: 2009,[7] 2010[8]

### Individuel
- Effodeildin Bedste spiller: 2001, 2009,[9] 2010,[10] 2013[11]
- Effodeildin Bedste midtbanespiller: 2013[11]
- Årets hold 2013[12]

## Internationale mål
Scoringer og resultater viser Færøernes mål først.
| #  | Dato              | Stadion                               | Modstander    | Score | Resultat | Konkurrence                           | Rapporter |
| -- | ----------------- | ------------------------------------- | ------------- | ----- | -------- | ------------------------------------- | --------- |
| 1  | 21. august 2002   | Tórsvøllur, Tórshavn, Færøerne        | Liechtenstein | 2–1   | 3–1      | Venskabskamp                          | [ 13 ]    |
| 2  | 18. august 2004   | Svangaskarð, Toftir, Færøerne         | Malta         | 3–2   | 3–2      | Venskabskamp                          | [ 14 ]    |
| 3  | 22. marts 2009    | Kópavogur, Island                     | Island        | 1–0   | 2–1      | Venskabskamp                          | [ 15 ]    |
| 4  | 7. juni 2011      | Svangaskarð, Toftir, Færøerne         | Estland       | 1–0   | 2–0      | UEFA Euro 2012 kvalificering          | [ 16 ]    |
| 5  | 6. september 2011 | Stadion FK Partizan, Beograd, Serbien | Serbien       | 1–2   | 1–3      | UEFA Euro 2012 kvalificering          | [ 17 ]    |
| 6. | 6. september 2013 | Astana Arena, Astana, Kazakhstan      | Kasakhstan    | 1–0   | 1–2      | Kvalifikation til FIFA World Cup 2014 | [ 18 ]    |